# 錫本亨斯泰山

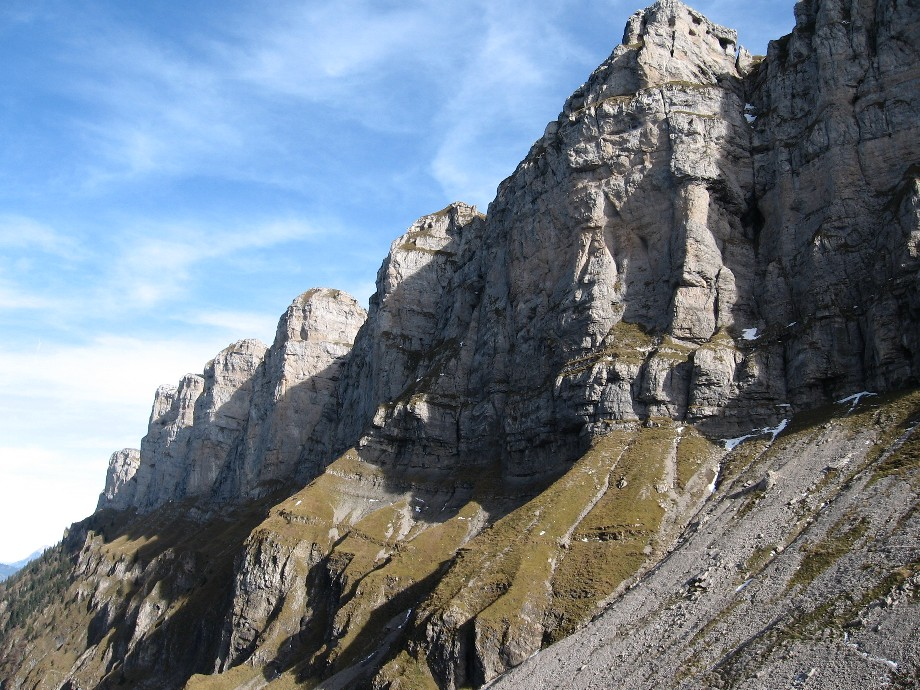

46°44′58″N 7°48′28″E / 46.74944°N 7.80778°E
錫本亨斯泰山（德語：Sieben Hengste）是瑞士的山峰，位於該國中部，由伯恩州負責管轄，屬於埃默河谷山的一部分，處於哈布克恩以北，海拔高度1,955米，每年平均降雨量1,703毫米。